# Downtonspets
Downtonspets är en knypplad spets tillverkad under 1800-talet i den engelska staden Downton i Wiltshire. Spetstypen är inte helt olik buckinghamspetsen.